# Kineshma
Kineshma (tiếng Nga: Кинешма) là một thành phố Nga. Thành phố này thuộc chủ thể Ivanovo Oblast. Thành phố có dân số 95.233 người (theo điều tra dân số năm 2002). Đây là thành phố lớn thứ 175 của Nga theo dân số năm 2002.